# Chiesa di Sant'Enrico

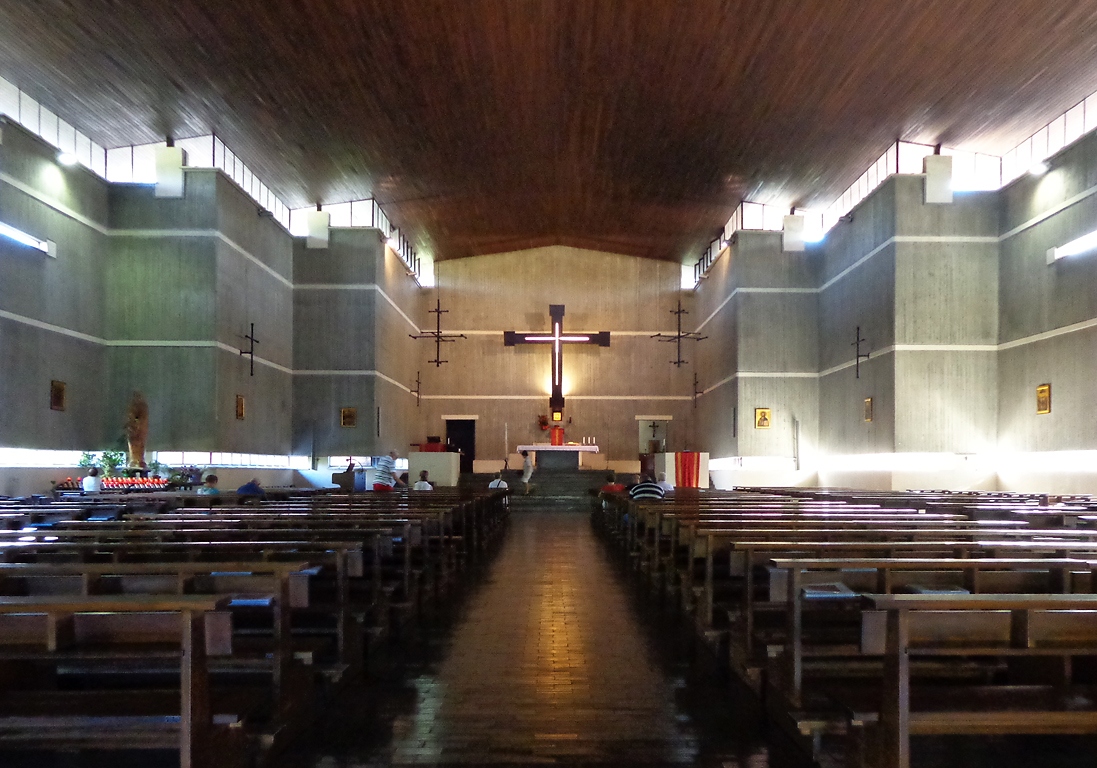
L’interno

La chiesa di Sant'Enrico è una chiesa parrocchiale di San Donato Milanese, sita ai margini dell'insediamento di Metanopoli.

## Storia
La costruzione della chiesa fu ipotizzata inizialmente da Enrico Mattei, allora presidente dell'Ente Nazionale Idrocarburi (ENI), per servire la parte più recente dell'insediamento residenziale di Metanopoli, abbastanza distante dall'esistente chiesa di Santa Barbara.
In seguito alla improvvisa e tragica scomparsa di Mattei avvenuta nel 1962 si decise di intitolare la nuova chiesa a Sant'Enrico Confessore, in ricordo dell'illustre scomparso.
Il progetto della chiesa e del circostante quartiere residenziale – non realizzato – venne affidato a Ignazio Gardella, che lo completò nel novembre 1963. La costruzione iniziò nel 1964 e si concluse l'anno successivo; nel 1966 venne elevata a parrocchia.

## Caratteristiche
La chiesa sorge nel centro di un ampio spazio libero, che a causa della mancata costruzione del quartiere residenziale previsto in origine ha mantenuto i caratteri naturali della campagna.
L’edificio ha pianta a croce lucchese, delimitata da muri ortogonali a spezzata, che divergono progressivamente e quindi convergono nuovamente verso il presbiterio.
I muri sono interamente in calcestruzzo armato a vista, e sono interrotti in due punti da due tagli orizzontali continui, uno ad altezza d’occhi e uno immediatamente sotto la copertura. Questo crea un effetto di contrasto fra l’illuminazione concentrata e l’aspetto solido delle pareti.
La copertura, con forma a capanna poco pronunciata, è rivestita internamente in legno lamellare.